# Primarna imunodeficijencija
Primarnа imunodeficijencijа (PID) je urođeni poremećaja u radu imunskog sistema koji nastaje kada neki njegovi delovi (pre svega neke ćelije i proteini) ne funkcionišu pravilno. Primarnu imunodeficijenciju čini velika grupa različitih poremećaja koje se obično dijagnostikuju u detinjstvu, ili onih koji mogu ostati nedijagnostikovani i do odraslog doba. Smatra se da jedna od 2000 osoba boluje od PID, kao i da su neki oblici PID mnogo ređi od drugih.  Bolest je najčešće je uzrokovana nasleđenim poremećajima gena odgovornih za funkcionsanje imunskog sistema.
Imunski sistem ima ulogu da zaštiti organizam od infektivnih bolesti koje uzrokuju mikroorganizmi, kao što su bakterije, virusi ili gljivice. Pošto je imunski sistem izmenjen kod bolesnika  sa primarnom imunodeficijencijom (PID), oni su više izloženi i u većem riziku od infekcija od ostali ljudi.
Lečenje PID direktno zavisi od toga koji je deo imunskog sistema oštećen. Obično se leče u kliničkim centrima ili u imunološkim centrima. Koliko često će pacijenti posećivati ovaj centar zavisi od specifičnosti njihove bolesti i dinamike primanja terapije. Obično se u lečenje pacijenata sa primarna imunodeficijencija uključuje i druge medicinske  specijalnosti ( fizioterapeuti, nutricionisti ili dijetetičari, farmaceuti, medicinske sestre specijalizovane za subkutano davanje imunoglobulinske terapije).

## Osnovni pojmovi
Imunski sistem
Imunski (imunološki) sistem je odbrambeni sistem organizma koji sopstvenom imunošću i imunskim odgovorom štiti organizam od napada stranih mikroorganizama (virusa, bakterija, gljivica i parazita), njihovih hemijskih supstanci (toksina), kao i sopstvenih izmenjenih (npr. tumorskih) i istrošenih ćelija.
Imunost
Imunost u širem smislu predstavlja reakciju imunskog sistema na strane supstance i to kako mikroorganizme, tako i makromolekule (proteine i polisaharide), bez obzira na fiziološke ili patološke posledice takve reacije. Imunski sistem čine ćelije i molekuli uključeni u imunski odgovor: koji predstavlja kolektivni i koordinisani odgovor imunskog sistema na strane agense. Aktivna imunost može se steći prirodnim putem ili vakcinacijom.

### Vrste imunskog sistema
Imunski sistem se deli na urođeni (nespecifični) i adaptirani, stečeni (specifični) imuni sistem.
Urođeni (nespecifični) imunski sistem
Ovaj deo imunskog sistem prisutan je od rođenja i predstavlja prvi nivo odbrane tela od najčešćih i najbrojnijih uobičajnih mikroorganizama. Nespecifični imunitet čini prvu liniju odbrane organizma, postoji pre kontakta sa uzročnicima bolesti i reaguje na isti način prema svakom štetnom agensu. Specifični imunitet se razvija u kontaktu sa uzročnicima bolesti, ne postoji pre prvog kontakta i potrebni su dani, nedelje, meseci da bi se razvio. Ova dva dela imuniteta ne deluju razdvojeno jedan od drugog, već se međusobno dopunjavaju. Nespecifični imunitet odrećuje vrstu specifičnog imunološkog odgovora, dok specifični imnitet dalje usmerava i pojačava nespecifični. Zahvaljujući ovom uzajamnom dejstvu imunitet poseduje sposobnosti:
razlikovanja sopstvenog od tuđeg odnosno imunološke tolerancije prema ćelijama sopstvenog organizma imunološke memorije (specifični imunitet), samoograničenja, specifičnosti (specifični imunitet), raznovrsnosti (specifični imunitet).
Adaptivni, specifični (stečeni) imunski sistem
Stečeni imunski sistem čini posebnu imunološku odbranu u organizmu, svaki put kada se telo susretne sa stranim mikroorganizmom („antigenom”) i nakon toga „zapamti” taj susret. Nakon tog imunski sistem se brzo aktivira ukoliko je isti antigen ponovo prisutan u telu.

## Nespecifični (urođeni) imunitet
Nespecifični imunitet čini prvu liniju odbrane organizma, postoji pre kontakta sa uzročnicima bolesti i reaguje na isti način prema svakom štetnom agensu. Nespecifičnu zaštitu organizma čine:efektorske ćelije nespecifičnog imuniteta, cirkulišući efektorski proteini, citokini, zapaljenjska reakcija,  intraepitelni B i T limfociti (koju su deo nespecifičnog imuniteta).

### Anatomske i fiziološke barijere opšteg (nespecifičnog) imuniteta

#### Koža
Mali broj mikroorganizama može da prođe kroz kožu, jer se površinski sloj kože sastoji od gustog sloja ćelija keratinocita. Ove ćelije proizvode keratin, i od ovog proteina su sagrađene dlake na površini kože i nokti. Ove strukture mikroorganizmi ne mogu da degradiraju enzimima.
Stalna izmena površinskog sloja kože, zajedno za mrtvim epitelnim ćelijama, sprečava naseljavanje mikroorganizama na koži.
Koža je stalno izložena spoljnim faktorima, što dovodi do njene suvoće, a samim tim stvara nepovoljne uslove za mikroorganizme. Koža ima optimalnu pH vrednost od 5-6 što je malčice kisela sredina za stvaranje kolonija mikroorganizama
Često pranje (tuširanje, kupanje) sprečava uspostavljanje kolonije mikoorganizama.
Sekret lojnih žlezda kože zadržava patogene mikroorganizme na površini kože, dok su znojne žlezde odovorne za nižu pH vrednost površine kože.

#### Sluzokoža
Sluzokože očiju, respiratornog sistema, sistema za varenje, kao i mokraćnog sistema mogu u velikoj meri da se odbrane od mikroorganizama, jer epitelne ćelije sluzokože luče supstance koje su toksične za bakterije, kao na primer suze, lizozim, defenzini.
Jedna od antibakterijskih supstanci, lizozim, poznatiji kao prirodni antibiotik tela, (enzim takođe poznat pod nazivom muramidaza) ima moć da uništi bakterijski zid. Lizozim se izlučuje putem slina, suza i znojnih žlezda, deluje napadajući peptidoglikan, kompnentu ćelijskog zida, hidrolizom alfa (1 → 4) veze N-acetilmuramične kiseline i N-acetilglukozamina. Defanizni su supstance šrokog antibiološkog spektra. 
Ćelije crevne sluzokože luče pored defanzina i kriptocidine, koji takođe imaju antibakterijsko dejstvo. Dodatnu zaštitu pružaju i ćelije specifičnog imuniteta B limfociti koji proizvode i oslobađaju sekretorne imunoglobuline A. Pljuvačka i želudačna kiselina sprečavaju prodor bakterija preko gastrointestinalnog trakta.
Intraepitelni B i T limfociti (sadrže γ i δ lance u T ćelijskom receptoru). Ovakvi T limfociti prpoznaju ugljeno-hidratne i lipidne molekule na površnini različitih bakterija, dok B limfociti proizvode antitela.
Sluzokoža respiratornog sistema takođe učestvuje u odbrani od mikroorganizama. Čovek dnevno udahne do 8 mikroorganizama u minuti, odnosno 10.000 mikroorganizama na dan. Kanali respiratornog sistema, usled stalnog udisanja i izdisanja, su veoma turbulentni, i to dovodi do toga da se mikroorganizmi zalepe za membrane sluzokože respiratornog sistema. Cilije, odnosno sitne male dlačice (treplje), deluju kao metle i pomažu da se ovi mikroorganizmi sakupe na jedno mesto i izbace van organizma. Jedan od najvećih problema koje organizam pušača ima, je taj što cilije, vremenom i dugoročnim pušenjem, budu prekivrene slojem nikotina, što ih sprečava da budu mobilne i da rade kao metle, te mikroorganizmi koji uđu u respiratorni sistem, ne mogu biti izbačeni van.
U mokraćnom sistemu pored pomenutih načina zaštite, zaštita se ostvaruje i preko mokrenja, eleminicaijom dela bakterija u donjim mokraćnim putevima.
Sve navedene sluzokože naseljavaju različit bakterije koje čine bakterijsku floru. One svojom gustinom sprečavaju nasenjavanje patogenih baktrija, eliminišu toksine patogenih bakterija i stalno stimulišu odbrambeni sistem

#### Efektorske ćelije nespecifičnog imunskog sistema
Sve ćelije koje su odgovorne za imunitet se nazivaju leukociti, odnosno bela krvna zrnca (grčki leukos bele i citos ćelija). Svi leukociti vode poreklo od koštane srži kičmenjaka i jetre fetusa, i iz ova dva izvora migriraju u različite delove organizma, gde se razvijaju i diferenciraju, što znači da postaju specifične ćelije. Na primer, neke ćelije zauvek migriraju u tkiva, i obaveštavaju organizam kada dođe na primer do posekotine, inflamacije ili infekcije. Svi leukociti u datom organizmu rade tako što sarađuju jedni sa drugima u cilju odbrane organizma. Od leukocita u nespecifičnom imunskom sistemu učestvuju:
Ćelije ubice
Ćelije ubice su bitne u slučaju da dođe do infekcije ćelije virusom, ili njene maligne alteracije.
Mononuklearne ćelije
Mononuklearne ćelije, su monociti i makrofagi. Monociti (poseduju jedno jedro, otud naziv mono) su mononuklearne fagocitotične ćelije, koje nastaju u koštanoj srži, ulaze u cirkulatorni sistem, gde cirkulišu oko 8 do 10 sati, migriraju u tkiva, i pretvaraju se u zrele makrofage. Makrofagi poseduju receptore za antitela koja se vezuju za površinu stranih čestica i procesom koji se naziva opsonizacija poboljšavaju efikasnost procesa fagocitoze.
Granulociti
Granulociti su ćelije nepravilnog oblika, koje se razlikuju od ćelije do ćelije, i usled toga se još nazivaju i polimorfnim nuklearnim leukocitima. Ova vrsta ćelija se deli na:
- Neutrofilne granulocite (neutrofile), koji deluju putem fagocitoze, i imaju receptore za određena antitela. Kada dođe do oštećenja tkiva ili organizma, neutrofili migriraju na mesto oštećenja, gde zajedno sa makrofazima zauzimaju ulogu fagocitnih ćelija.
- Eozinofilne granulocite (eozinofile), koji deluju tako što otpuštaju histamin, glavni bazni protein i razne hidrolitičke enzime. Imaju visok stepen afiniteta za imunoglobuline (antitela) i vrlo često su prekriveni IgE antitelima. Eozinofili igraju važnu ulogu u borbi organizma protiv parazita, naročito helminta, a jedan su od ključnih faktora u razvoju alergijskih reakcija (naročito astme).
- Bazofilne granulocite (bazofile), koji deluju tako što otpuštaju histamin, proteoglikane i različite citokine na odgovarajuće stimulanse. Pokazano je da su bazofili važan izvor jednog citokina, interleukina 4, bitnog za razvoj alergija i proizvodnju IgE antitela.

#### Cirkulišući efektorski proteini
Cirkulišući efektorski proteini su humoralni faktori imuniteta prisutni u krvi i ekstracelularnoj tečnosti. U ovu grupu spadaju: sistem komplemenata, proteini akutne faze zapaljenja, lizozim, properdin, bazni proteini: spermin, spermidin, protamin, histon itd.
Oni igraju važnu ulogu u procesima: opsonizacije (koja olakšava fagocitovanje bakterija), hemotakse (usmeravanje kretanja ćelija odbrambenog sistema prema mestu infekcije), liziranja bakterija (formiranjem terminalnog litičkog kompleksa od strane komplemenata dolazi do uništavanja bakterija).

#### Citokini
Citokini su različite hemijske supstance koje proizvode različite ćelije organizma. Osnovna uloga im je u međućelijskoj komunikaciji. U nespecifičnom imunološkom odgovoru uključeni su sledeći citokini:
- interferpn α i interferon β, značajni su u borbi protiv virusa
- interleukin 1, faktor nekroze tumora, hemokini, značajni su medijatori zapaljenja
- interleukin 15, interleukin 12, aktiviraju NK ćelije
- interferon γ aktivira makrofage
- interleukin 10, transformišući faktor rasta ß su značajni za ograničavanje imunološkog odgovora
- interleukin 6 stimuliše proliferaciju neutrofilnih granulocita, kao i stvaranje proteina akutne faze zapaljenja u jetri itd.

#### Zapaljenska reakcija
Zapaljenje je nespecifčna odbrambena reakcija na oštećenje tkiva fizičkim, hemijskim, biološkim agensima, sa zadatkom da se otkloni uzročnik zapanjenja i regeneriše (ili reparira) oštećeno tkivo.

## Etiopatogeneza PIM
Primarne imunodeficijencije (PIM) kao posebna grupa poremećaja imunskog sistema, nastaje kada delovi imunskog sistema (pre svega neke ćelije i proteini) ne funkcionišu kako treba.
Smatra se da jedna od 2.000 osoba boluje od PID, mada su neki oblici PID mnogo ređi od drugih, kao i što su neke forme PID srednje teške dok su druge veoma teške.
PID su uzrokovane naslednim ili genetskim poremećajima imunskog sistema, sa njim se dete rađa, a bolest se može manifestovati odmah po rođenju (najčešče) ili kasnije tokom života. Nastaju usled genskih poremećaja koji dovode do prekida u sazrevanju ili funkcionisanju različitih komponenti imunskog sistema, od kojih su najnaćajniji:
Poremećaji u sazrevanju limfocita
Poremećaji aktivacije i funkcije limfocita
Poremećaji urođene imunosti
| Bolest                                  | Funkcionalni poremećaj |
| --------------------------------------- | --- |
| Hronična granulomatozna bolest          | Poremećaji produkcje reaktivnih medijatora kisonika u fagocitima                                                                  |
| Deficijencija adhezivnih molekula tip-1 | Odsustvo i deficijentna ekspresija beta - 2 integrina koja dovodi do slabljenja funkcije leukocita zavisnih od adhezije           |
| Deficijencija adhezivnih molekula tip-2 | Odsustvo i deficijentna ekspresija na leukocitima liganda za endotelne slektine E i P što onemogućava migraciju leukocita u tkiva |

Druge bolesti udružene sa poremećajima imunskog sistema.
| Bolest                                              | Funkcionalni poremećaj |
| --------------------------------------------------- | --- |
| Hronična granulomatozna bolest                      | Poremećaji produkcje reaktivnih medijatora kisonika u fagocitima                                                                  |
| Deficijencija adhezivnih molekula tip-1             | Odsustvo i deficijentna ekspresija beta - 2 integrina koja dovodi do slabljenja funkcije leukocita zavisnih od adhezije           |
| Deficijencija adhezivnih molekula tip-2             | Odsustvo i deficijentna ekspresija na leukocitima liganda za endotelne slektine E i P što onemogućava migraciju leukocita u tkiva |
| Deficijencija C3 komponente komponente komplemenata | Poremećaji u aktivaciji komplemenata                                                                                              |

PID nisu povezanesa sa SID-om (stečeni sindrom imunodeficita, koji se javlja usled virusne infekcije humanim imunovirusom (HIV)0, koja je prenosiva bolest, i drugim zaraznim bolestima. Prema tome PID nisu zarazne bolesti, ne mogu se „dobiti transmisijom“ niti se mogu „preneti“ drugima. Obzirom da dete može da nasledi PID od svojih roditelja, potrebno je da se budući roditelji koji boluju od PID posavetuju sa genetičarem ili imunologom ukoliko žele da imaju potomstvo.

## Oblici PIM
Primarne imunideficijencije deli se u osam grupa: 
1. Nedostatak antitela
2. Kombinovani nedostatak T I B limfocita
T limfociti (T ćelije) — napadaju mikroorganizme, kao što su virusi, koji su napali ćelije u telu domaćina. T
ćelije, takođe, proizvode citokine koji pomažu da se oporave i reorganizuju druge odbrambene ćelije u organizmu.
B limfociti (B ćelije) — proizvode imunoglobuline, takozvana antitela. Imunoglobulini su proteini koji mogu da neutrališu mikroorganizme u telu pacijenta i pomognu fagocitima da ih prepoznaju, progutaju i unište.
3. Drugi poznati sindromi
4. Bolesti imuno regulacije;
5. Nasledni poremećaj broja ili funkcije fagocita
Fagociti — su ćelije koje gutaju ili „jedu” i tako ubijaju mikroorganizme napadače  
6. Poremećaj urođenog imuniteta,
7. Auto-inflamatorne bolesti;
8. Nedostatak komplemenata.
Komplementi  — su proteini koji ubijaju mikroorganizme i pomažu drugim odbrambenim ćelijama domaćina.

## Terapija
Mnoge osobe sa PID primaju supstitucionu terapiju imunoglobulina (IG), koja im pomaže u zaštiti od infekcija (pasivni imunitet) tako što im obezbeđuje normalne  nivoe antitela u organizmu. Imunoglobulini su proteini koji prepoznaju mikroorganizme i pomažu ćelijama imunsog sistema da ih neutrališu. Kod mnogih primarnih imunodeficijencija organizam ili proizvodi jako mali broj imunoglobulina ili ih uopšte ne proizvodi. Supstitucijona (zamenska) terapija imunoglobulinima za mnoge pacijente sa PID je jako važna, jer pomaže organizmu da se zaštiti od infekcija i/ili da smanji autoimmune simptome.
Glavni ciljevi terapije kod bolesnika sa PIM je da se postignu sledeći efekti:
- Smanji broj ozbiljnih infekcija tokom života
- Smanje simptoma koji prate osnovnu bolest
- Koliko god je to moguće obezbediti normalan život deci i odraslima sa PID.

### Supstituciona terapija imunoglobulinima
Imunoglobulini se koriste kao terapija kod mnogih vrsta primarnih imunodeficijencija, kao što je:
- Česta ili obična promenljiva imunodeficijencija (CVID),
- X vezana agamaglobulinemija (XLA),
- Sindrom X vezanog hiperimunoglobulina M (HIGM),
- Sindrom Viskot Oldrič (WAS)
- Teška kombinovana imunodeficijencija (SCID).

Imunoglobulinska terapija mora biti redovna i kontinuirana jer pruža samo privremenu zaštitu koja obično traje celoga života. 
Doziranje imunoglobulina seredovno prilagođava kako bise održala propisana koncentracijaimunoglobulina u perifernojkrvi pacijenta i kako bise eventualna infekcija držalapod kontrolom. Obzirom da sena tržištu mogu naći različitiproizvodi imunoglobulina, asvaki od njih može izazivatineželjene propratne reakcije,veoma je važno da pacijenti ičlanovi porodice znaju na kojuvrstu proizvoda pacijent dobroreaguje odnosno kod kojevrste proizvoda se ne pojavljujuneželjene reakcije.

### Transplantacija ili presađivanje stem ćelija/koštane srži
Presađivanje stem ćelija (nezrelih ćelije koje mogu da se dalje dele i sazrevaju u različite vrste imunih ćelija), specijalizovani je postupak u kome se stem ćelije uzimaju iz koštane srži ili pupčane vrpce zdravog donatora (pri rođenju), presađuju se pacijentima sa određenom vrstom primarne imunodeficijencije. Uzimajući u obzir složenost intervencije terapija stem ćelijama se primenjuje jedino u posebno opremljenim bolničkim uslovima ili posebnim jedinicama kojih danas ima dosta u svetu.
Indikacije
Presađivanje stem ćelija može biti veoma efikasno, ali se primenjuje samo kod retkih i ozbilnih oblika primarnih imunodeficijencija, kao što je 
- Teška kombinovana imunodeficijencija  (SCID),
- Sindrom povišenog imunoglobulina M (HIGM ),
- Hronična granulomatozna bolest (CGD),
- Viskot Oldrič sindrom (WAS),
- Dankanov sindrom.[9]

Neželjene reakcije
Mogući rizik kod transplantacije stem ćelija, je da imunski sistem primaoca odbaci ćelije donatora ili da donirane ćelije napadnu organizam primaoca. Da bi se ovo izbeglo, stem ćelije treba uzimati od idealnog donatora kao što je brat ili sestra pacijenta ili neko drugi ćije su ćelije potpuno identične sa pacijentovim. Donator može biti i neko od bliskih rođaka čije se ćelije ne poklapaju potpuno sa ćelijama primaoca, a mogu biti ljudi van porodice čije se ćelije potpuno poklapaju.
U cilju izbegavanja neželjenih reakcija nekim pacijentima se mora davati hemoterapija u fazi pripreme imunskog sistema za transplantaciju stem ćelija.

### Ostala terapija
Antimikrobna terapija
Imunoglobulinska terapija obezbeđuje dobru zaštitu od mnogih uobičajenih i ozbiljnih infekcija, ali ona ne može da spreči sve infekcije. Zbog toga pacijenti koji se leče imunoglobulinim amoraju da preduzimaju sve mere predostrožnosti kako do infekcije ne bi došlo. 
To je pre svega dobra higijena, a u nekim slučajevima pacijent će možda morati povremeno da uzima i lekove, radi lečenja ili prevencije od infekcija koje izazivaju:
- Bakterije (tada se koriste antibiotici),
- Virusi (tada se koriste antivirusni lekovi)
- Gljivice (tada se koriste anti-gljivični preparati).

Kad god se pojavi sumnjana infekciju, pacijenti (ili roditelji dece sa ovim poremećajem) treba da kontaktiraju lekara,koji treba da ih posavetuje od kojih sezonskih i/ili regionalnih i lokalnih infekcija treba da se paze.
Lečenje simptoma autoimunosti
Kod osoba sa PID može imunski sistem da se „okrene sam protiv sebe”, da napadne sopstveno telo – što se naziva autoimunost. Kao posledica autoimunosti može se javiti bol ili otok zglobova (artritis), osip po koži, gubitak crvenih krvnih zrnaca (anemija), grušanje krvi, upale krvnih sudova, proliv, oboljenje bubrega; kod nekih PID pacijenta javljaju se i alergijske reakcije i astma.
Autoimune bolesti (kao što je artritis) leče se mnogim lekovima koji mogu da pomognu i da spreče ćelije iminskog sistema da napadaju telo domaćina. Najčešće se od antireumatika koriste steroidi (ili kortikosteroidi), koji ustvari
onesposobljavaju imuni sistem, pa se tako povećava rizik od infekcija kod ovih pacijenata. Zato se ova vrsta lekova mora uzimati samo pod strogom kontrolom lekara koji je specijalozovan za lečenje PID.  
Gama interferon
Ovaj protein pomaže imunskom sistemu da uništi mikroorganizme koji napadaju telo pacijenta sa PID, pa se kao zaštita od infekcija primenjuje kod bolesnika koji boluju od Hronične granulomatozne bolesti. Gama interferon se daje u obliku subkutane injekcije.
Fizioterapija
Osobe sa PID ponekad se moraju podvrgnuti i fizioterapijskim metodama kako bi se ojačala funkcija disanja, posebno ako su pluća oštećena prethodnim brojnim infekcijama.
Uz sve propisane lekove, važno je da pacijent striktno poštuje  uputstva lekara, farmaceuta ili medicinskog osoblja.
Komplementarna alternativna medicina
Komplementarni i alternativni oblici lečenja kod osoba sa PID ne mogu da zamene metode tradicionalnog lečenja, koje pruža bolnica ili klinika. Pacijenti i/ili roditelji treba o tome da se konsultuju sa svojim imunologom i/ili pedijatrom pre primrnr bilo koje vrste alternativnog oblika lečenja i lekova.

### Vakcinacija
Mnogim pacijentima sa PID koji primaju supstitutivnu terapiju imunoglobulina (IG), nisu potrebne vakcine. Ipak, vakcinacije treba razmatrati u sledećim situacijama:
- kao deo rutinskih programskih vakcinacija u detinjstvu
- u slučaju da bakterisjka infekcija ili grip pogoršavaju osnovno zdravstveno stanje
- prilikom internacionalnih putovanja

Preporuke će biti različite kod različitih vrsta PID, pa treba uvek tražiti savet lekara specijaliste pre primanja bilo kojih vakcina.

## Literatura
- (1999). Медицинска физиологија. Београд: савремена администрација. ISBN 978-86-387-0599-3.
- Снежана Живанчевић-Симоновић Александар Ђукић (2002). Општа патолошка физиологија. Универзитет у Крагујевцу медицински факултет. ISBN 978-86-82477-65-5.

## Spoljašnje veze
- Imunodeficijencije

|  | Molimo Vas, obratite pažnju na važno upozorenje u vezi sa temama iz oblasti medicine (zdravlja). |